# CLAMP
Clamp (クランプ, Kuranpu) eller CLAMP er signaturen for en gruppe af kvinder, der tegner manga. Gruppen blev dannet i 1989 og bestod den gang af tolv kvinder, herunder Tamayo Akiyama, Soushi Hisagi, O-Kyon, Kazu Nakamori, Yuzuru Inoue, Sei Nanao, Shinya KHIM og Leeza Sei.
I 1990 var antallet af medlemmer syv, yderligere tre medlemmer forlod gruppe under arbejdet med debut-serien RG Veda. 
I dag består gruppen CLAMP af 4 kvinder – Ageha Ohkawa (også kaldet Nanase Ohkawa), Tsubaki Nekoi, Mokona og Satsuki Igarashi.
CLAMP er en af Japans mest populære og fremgangsrige Mangaka grupper. Mange af deres manga- serier er blevet forvandlet til anime. 
Typiske for CLAMPs serier er at de ofte indeholder et miks af elementer fra forskellige genrer, hvilket gør at fans af såvel shoujo som shounen bliver tiltrukket af historierne. Mange af deres serier har også forbindelser til hinanden og det er ikke unaturligt at den samme karakter, eller en alternativ version af en allerede kendt karakter dukker op i forskellige andre serier.

## Clamps nuværende medlemmer
- Ageha Ohkawa
- Mokona
- Tsubaki Nekoi
- Satsuki Igarashi

## Manga

### Mangaserier i produktion
- Clover
- Kobato
- Legal Drug
- Tsubasa: RESERVoir CHRoNiCLE
- X
- xxxHolic

### Afsluttede mangaserier
- Cardcaptor Sakura
- Angelic Layer
- Chobits
- CLAMP no Kiseki
- CLAMP gakuen tanteidan (CLAMP School Detectives)
- Duklyon: CLAMP School Defenders
- The legend of Chun Hyang
- Magic Knight Rayearth
- 20 Mansou ni Onegai/20 masks, please!
- Miyuki-chan in Wonderland
- The one I love
- RG Veda
- Shirahime-Syo: Snow Goddess Tales
- Suki Dakara Suki (I like, therefore i like)
- Tokyo Babylon
- Wish

### Samarbejdesprojekter
- Clamp School Paranormal Investigators sammen med Tomiyuki Matsumoto
- Code Geass: Lelouch of the Rebellion sammen med Sunrise
- Koi sammen med Takeshi Okazaki
- Mouryou no Hako sammen med Madhouse Production
- Night Head sammen med George Iida
- Oshiroi Chouchou sammen med Kamon Nanami·Akira
- Rex: A Dinosaur Story sammen med Hata Masanori
- Sohryuden: Legend of the Dragon Kings sammen med Yoshiki Tanaka
- Shu no Ketsumyaku sammen med Kamon Nanami
- Sweet Valerian sammen med Madhouse Production
- Majokan series sammen med Yōko Tsukumo